# USS Boxer (LHD-4)
USS Boxer (LHD-4) — четвертий в серії з восьми універсальних десантних кораблів типу «Восп» ВМС США. Він є шостим в складі ВМС США з такою назвою, який названий на честь британського 12-гарматного брига HMS «Boxer» (побудований в 1812 році), захопленого американцями під час Англо-американської війни (1812—1815)

## Будівництво
Корабель був побудований найбільшою суднобудівною компанією США Ingalls Shipbuilding, розташованої в Паскагулі, штат Міссісіпі, за контрактом від 3 жовтня 1988 року. Закладка кіля відбулася 18 квітня 1991 року. Спущений на воду 13 серпня 1993 року. Церемонія хрещення відбулася 28 серпня 1993 року. Хрещеною матір'ю стала пані Беккі Міллер. 21 листопада 1994 був переданий ВМС США. Введено в експлуатацію 11 лютого 1995 року. Порт приписки Сан-Дієго, штат Каліфорнія.

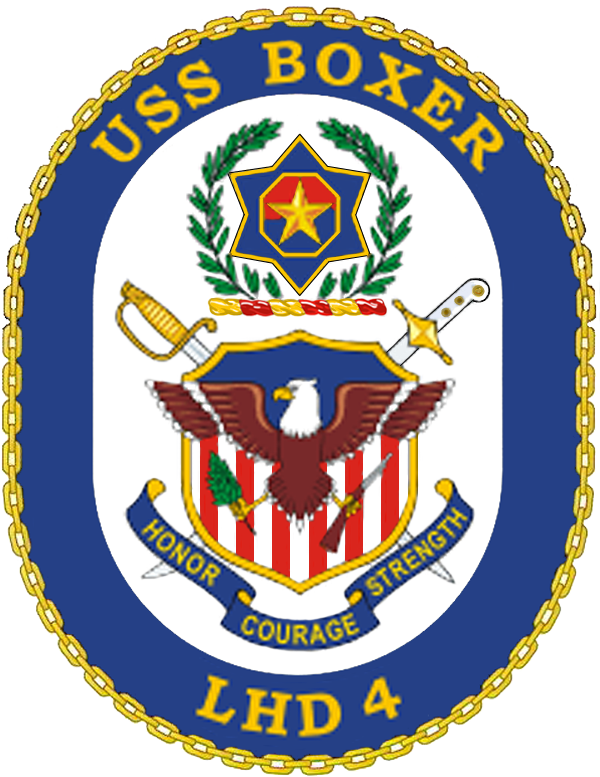
Емблема корабля

## Бойова служба
24 березня 1997 року залишив порт приписки Сан-Дієго для свого першого розгортання з групою морських піхотинців з 15-го експедиційного підрозділу (MEU), яке проходило в західній частині Тихого океану, Червоному морі, Перській затоці та Індійському океані. 24 вересня повернувся в Сан-Дієго після завершення шестимісячного розгортання. За цей час відвідав 11 портів в дев'яти країнах і пройшов понад 30000 морських миль.
05 грудня 1998 року з 13-м експедиційним загоном морської піхоти покинув порт приписки і відправився в друге розгортання, що проходили в зоні відповідальності 5-го і 7-го флоту США, з якого повернувся 05 липня 1999 року.
19 серпня 1999 року постал на профілактичне обслуговування, яке тривало дев'ять тижнів.
30 травня 2000 року залишив порт приписки для участі в міжнародних навчаннях «RIMPAC 2000». 13 липня повернувся в порт приписки.
13 березня 2001 року залишив порт приписки для запланованого шестимісячного розгортання з 11-м експедиційним загоном морської піхоти. 25 листопада прибув в сухий док компанії NASSCO в Сан-Дієго для проходження чотиримісячного ремонту.

У 2002 році брав участь в ряді навчань.

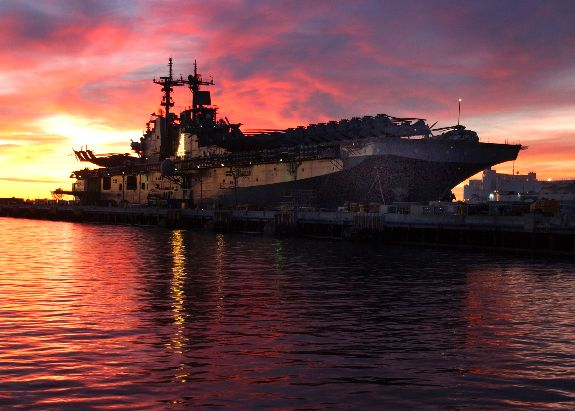
USS Boxer у Сан-Дієго 2003 рік.

17 січня 2003 року залишив порт приписки, в складі групи з семи кораблів, для запланованого розгортання на Близькому Сході, Це було шестимісячне розгортання на пряму підтримку операції «Іракська свобода», з якого повернувся в Сан-Дієго 26 липня.
14 січня 2004 року залишив Сан-Дієго для розгортання в зоні відповідальності 5-го і 7-го флоту США, з якого повернувся 29 квітня. 15 вересня встав на планове технічне обслуговування в Сан-Дієго. 06 та 07 грудня вийшов на ходові випробування.
9 березня 2005 року залишив Сан-Дієго для запланованого розгортання в західній частині Тихого океану, з якого повернувся 14 вересня.
13 вересня 2006 року залишив Сан-Дієго з групою морських піхотинців на борту для запланованого розгортання в західній частині Тихого океану і в Індійському океані. 8 листопада прибув до зони відповідальності 5-го флоту США. 31 травня 2007 року повернувся до порт приписки Сан-Дієго. У липні встав на планове обслуговування, яке тривало 12 тижнів. 12 грудня повернувся в порт приписки після завершення дводенних ходових випробувань.
У 2008 році брав участь в різних навчаннях для підготовки до майбутнього розгортання та проводив гуманітарну місію в Центральній та Південній Америці.
9 січня 2009 року залишив порт приписки для запланованого розгортання в західній частині Тихого океану і в Перській затоці, 10 квітня 2009 року корабель разом з USS Bainbridge та USS Halyburton взяв участь щодо звільнення Річарда Філліпса, капітана американського контейнерного судна MV Maersk Alabama, який знаходився в заручниках у сомалійських піратів за 300 миль від Африканського Рогу 12 квітня 2009 року капітан Філіпс був звільнений під час штурму ВМС США, в ході якого троє із сомалійських піратів були вбиті, а один захоплений. Капітана Філліпса перевезли на USS Boxer для медичного огляду та відпочинку.
У першій половині 2010 року перебував понад чотири місяці в сухому доці компанії NASSCO для проведення ремонту. 10 червня повернувся в Сан-Дієго після завершення ходових випробувань. У другій половині вів підготовку до майбутнього розгортання.
22 лютого 2011 року залишив Сан-Дієго для запланованого розгортання на Близькому Сході, з якого повернувся 30 вересня. 14 грудня Міністерство оборони США нагородило General Dynamics NASSCO контрактом вартістю близько 15 млн доларів на проведення планового обслуговування і модернізації корабля, які були завершені до травня 2012 року.
11 січня 2012 року розпочалося планове обслуговування, яке тривало 4,5 місяці.
23 серпня 2013 року залишив порт приписки для запланованого розгортання. Вперше на борту корабля перебував конвертоплан MV-22 Osprey. 25 квітня 2014 року повернувся в порт приписки після завершення розгортання в зоні відповідальності 5-го і 7-го флоту США.
Протягом 2015 року брав участь в підготовці до майбутнього розгортання.
12 лютого 2016 року залишив порт приписки Сан-Дієго для запланованого розгортання на Близькому Сході. 21 березня прибув з візитом в Гонконг, після завершення навчань «Ssang Yong 16». Даний візит став першим за останні 37 днів з моменту розгортання. 25 березня завершив візит в Гонконг. 16 червня 2016 року взяв участь в операції «Непохитна рішучість» проти ІДІЛ в Іраку та Сирії, застосували корабельні літаки AV-8B Harrier II для бомбування ворожих цілей. 30 липня прибув до Сінгапуру. 25 серпня в складі групи прибув в зону відповідальності 3-го флоту США, повертаючись додому. 12 вересня прибув в Сан-Дієго.
18 липня 2019 року, знаходячись у складі 5-го флоту ВМС США, корабель збив іранський БПЛА. Це сталося о 10 годині ранку за місцевим часом під час проходження американським військовим кораблем Ормузької протоки на шляху до Перської затоки. За версією Пентагону, екіпаж «Боксера» зробив «захисні дії проти безпілотної повітряної системи, щоб забезпечити безпеку корабля і екіпажу». Цей інцидент трапився незабаром після того, як морські сили Корпусу вартових Іранської революції (КВІР) оголосили, що захопили належить танкер під панамським прапором що належить ОАЕ.
7 квітня 2020 року почалися роботи з технічного обслуговування та модернізації USS Boxer компанією BAE Systems в сухому доці на верфі у Сан-Дієго, вони триватимуть 18 місяців та коштуватимуть згідно з контрактом 200,3 мільйонів доларів. З урахуванням передбачених угодою варіантів ціна може зрости до 207,48 млн дол. Після модернізації УДК «Боксер» зможе забезпечувати базування та застосування винищувачів п'ятого покоління Lockheed Martin F-35B з укороченим зльотом і вертикальною посадкою.